# Jared MacLeod
Pour les articles homonymes, voir MacLeod.
Jared MacLeod (né le 3 avril 1980 à Winnipeg) est un athlète canadien, spécialiste du 110 m haies.
Il remporte la médaille d'or lors des Jeux de la Francophonie de 2009. Son record est de 13 s 54, réalisé à Izmir en 2005.